# 생태인류학
생태인류학(Ecological anthropology)은 인류학의 하위 분야이며 "환경에 대한 문화적 적응에 대한 연구"로 정의된다. 하위 분야는 "인류 집단과 생물물리학적 환경 간의 관계에 대한 연구"로 정의되기도 한다. 연구의 초점은 "문화적 신념과 관습이 인류가 환경에 적응하는 데 어떻게 도움이 되었는지, 그리고 사람들이 생태계를 유지하기 위해 문화 요소를 어떻게 사용했는지"에 관한 것이다. 생태인류학은 문화생태학의 접근에서 발전했으며, 문화생태학 접근보다 과학적 탐구에 더 적합한 개념적 틀을 제공했다. 이러한 접근법에 따라 진행되는 연구는 환경 문제에 대한 인간의 광범위한 반응을 연구하는 것을 목표로 한다.
생태인류학자인 콘라드 코탁(Conrad Kottak)은 원래의 오래된 '기능주의', 비정치적 스타일의 생태인류학이 있다고 주장하고, 1999년 이 글을 쓸 당시에는 '새로운 생태인류학'이 등장하고 있으며 더 많은 것으로 구성되어 권장되고 있다. 글로벌, 국가, 지역 및 지역 시스템 스타일 또는 접근 방식이 복잡하게 교차한다.

## 같이 보기
- 환경사회학
- 사회문화적 체계